# Ivo Kadić
Ivo "Ivan" Kadić (Dugi Rat, Omiš, 15. siječnja 1929. – Zagreb, 16. veljače 2022.) hrvatski kazališni i filmski glumac.
Proglumio je kao član studentskih družina. Nakon angažmana u Zadru i u zagrebačkom kazalištu Komedija, od 1963. godine je član zagrebačkog HNK. Istaknuo se komičnim ulogama u djelima W. Shakespearea (Vicentije u Mjeri za mjeru, Prospero u Oluji), C. Goldonija (Cirill u Velikom smiješnom ratu), M. Držića (Tripče i Ugo u Dundi Maroju), Bena Jonsona (Voltore u Volponeu), A. Šenoe (Klefeld u Dogenesu), R. Marinkovića (Atma u Kiklopu), ali i dramskim ulogama, u djelima M. Krleže (Kajo Anicije u Areteju, Kerinis u Banketu u Blitvi) i H.Ibsena (Werle u Divljoj patki). Posljednju je ulogu ostvario u Dantonovoj smrti Georgea Büchnera. Nastupao je i na filmu (Carevo novo ruho 1961., kratki film Pravda, 1962., A. Babaje, Timon, 1973., T.Radića), Čaruzi i drugim te u televizijskim serijama Novom dobu, Nepokorenom gradu i dr.

## Filmografija

### Televizijske uloge
- "Naše malo misto" kao prvi carinik (1971.)s
- "Marija" (1977.)
- "Nepokoreni grad" (1982.)
- "Novo doba" kao pacijent (2002.)
- "Duga mračna noć" (2005.)

### Filmske uloge
- Veliko putovanje (1958.)
- Oko božje (1960.)
- Krokodil (1960.)
- Carevo novo ruho kao ministar snova (1961.)
- Branilac po službenoj dužnosti (1961.)
- Pravda (1962.)
- Moj stan kao drug Kadić, glumac (1963.)
- Čovik od svita kao carinik (1965.)
- Ponedjeljak ili utorak kao fotograf (1966.)
- Američka jahta u Splitskoj luci kao Kekov stric Konte Rudje (1969.)
- Meštre Tonov najsritniji dan kao policajac (1969.)
- Brak je uvijek riskantna stvar (1970.)
- Zagrebulje (1970.)
- Balade Petrice Kerempuha (1971.)
- Kratka noć leptira kao konobar (1971.)
- Autodafe moga oca (1971.)
- Timon (1973.)
- Rodoljupci (1981.)
- Kazališni život ili smrt kao salonski glumac (1981.)
- Aretej (1981.)
- Čaruga kao krvnik (1991.)

### Sinkronizacija
- "Pobuna na farmi" kao Štef Braun (2004.)

## Vanjske poveznice
- Ivo Kadić u internetskoj bazi filmova IMDb-u (engl.)